# Église Saint-Denis de Duclair
L'église Saint-Denis de Duclair est une église catholique située à Duclair, en France.

## Historique
L'église, dédiée à saint Denis, a trois nefs. La nef principale est du XIe siècle, le clocher du XIIe siècle et le portail Renaissance. Les vitraux des XVe et XVIe siècles ont été restaurés par Max Ingrand.
L'édifice fait l'objet d’un classement au titre des monuments historiques par la liste de 1862.
Elle a été photographiée par Médéric Mieusement.